# Henriette Mikkelsen
Henriette Mikkelsen (n. 21 septembrie 1980, Nykøbing Mors, Viborg Amt, Danemarca) este o fosta jucătoare de handbal profesionistă din Danemarca și campioană olimpică. Este deținătoarea, împreună cu echipa națională de handbal a Danemarcei, a medaliei de aur la Jocurile Olimpice de vară din 2004 de la Atena.
A fost legitimată la campioana Danemarcei, Viborg HK, alături de care a câștigat, în 2006, 2009 și 2010, Liga Campionilor EHF Feminin. În finala din 2010, echipa daneză a învins în ambele meciuri campioana României, CS Oltchim Râmnicu Vâlcea.

## Palmares
Henriette Mikkelsen a câștigat medalia de aur la Jocurile Olimpice de vară de la Atena, din 2004, după ce echipa sa, naționala Danemarcei, a trecut în finală de echipa Coreei de Sud, în urma loviturilor de la șapte metri.
Henriette mai are la activ o medalie de argint la Campionatul European de Handbal Feminin din 2004, din Ungaria, precum și o medalie de bronz la Campionatul Mondial de Junioare din China, în 1999.
Cu echipa de club este de trei ori câștigătoare a Ligii Campionilor, în 2006, 2009 și 2010, și de două ori câștigătoare a Cupei EHF Feminin, în 2002 (cu Ikast Bording EH) și 2004 (cu Viborg HK).
În competițiile interne, Henriette deține cinci titluri de campioană a Danemarcei, în 2004, 2006, 2008, 2009 și 2010, și două titluri de vicecampioană, în 2002 și 2003. De asemenea, a câștigat de cinci ori Cupa Danemarcei, în 2001, 2003, 2006, 2007 și 2008.
Henriette Mikkelsen a lipsit de la Cupa Mondială din 2005, întrecere amicală organizată de Danemarca, din cauza unei accidentări la genunchi. De asemenea, ea nu a luat parte la sezonul competițional 2007/2008, fiind însărcinată.

## Viața personală
Henriette locuiește în Viborg, împreună cu prietenul ei, Tommy. Cei doi au o fată, Frida, născută pe 20 aprilie 2008.
În viața de zi cu zi, Henriette Mikkelsen este profesor la Skive Seminarium din Viborg.

## Politică
Henriette Mikkelsen a candidat în alegerile municipale din 17 noiembrie 2009, din partea Partidului Social-Democrat din Danemarca.. Ea a fost aleasă, cu 309 de voturi, membru al Consiliului Local al municipalității Viborg.